# Obreja (okręg Caraș-Severin)
Obreja – wieś w Rumunii, w okręgu Caraș-Severin, w gminie Obreja. W 2011 roku liczyła 1727 mieszkańców. 